# Collegio di Ealing Central and Acton
Ealing Central and Acton è un collegio elettorale situato nella Grande Londra, e rappresentato alla Camera dei comuni del Parlamento del Regno Unito. Elegge un membro del parlamento con il sistema first-past-the-post, ossia maggioritario a turno unico; l'attuale parlamentare è Rupa Huq, eletta con il Partito Laburista nel 2015.

## Estensione

Ealing Central and Acton dal 2010 al 2024

Il collegio comprende i seguenti ward elettorali:
- 2010-2024: Acton Central, Ealing Broadway, Ealing Common, East Acton, Hanger Hill, South Acton, Southfield, Walpole, nel borgo londinese di Ealing;
- dal 2024: Ealing Broadway; Ealing Common; East Acton; Hanger Hill; North Acton; South Acton e  Southfield nel borgo londinese di Ealing e College Park and Old Oak e Wormholt nel borgo di Hammersmith e Fulham.[1]

## Membri del parlamento
| Elezione | Elezione | Deputato   | Partito      |
| -------- | -------- | ---------- | ------------ |
|          | 2010     | Angie Bray | Conservatore |
|          | 2015     | Rupa Huq   | Laburista    |
|          | 2022     | Rupa Huq   | Indipendente |
|          | 2023     | Rupa Huq   | Laburista    |

## Elezioni

### Elezioni negli anni 2020
| Partito                    | Partito                                | Candidato                  | Risultati 4 luglio 2024 | Risultati 4 luglio 2024 |
| Partito                    | Partito                                | Candidato                  | Voti                    | %                       |
| -------------------------- | -------------------------------------- | -------------------------- | ----------------------- | ----------------------- |
|                            | Laburista                              | Rupa Huq                   | 22 340                  | 46,77                   |
|                            | Conservatore                           | James Windsor-Clive        | 8 345                   | 17,47                   |
|                            | Lib Dem                                | Alastair Mitton            | 6 056                   | 12,68                   |
|                            | Verdi                                  | Kate Crossland             | 5 444                   | 11,40                   |
|                            | Reform UK                              | Felix Orrell               | 3 105                   | 6,50                    |
|                            | Workers                                | Nada Jarche                | 1 766                   | 3,70                    |
|                            | Social Democratico                     | Stephen Balogh             | 410                     | 0,86                    |
|                            | Indipendente                           | Julie Carter               | 303                     | 0,63                    |
|                            |                                        |                            |                         |                         |
| Iscritti                   | Iscritti                               | Iscritti                   | 78 436                  | 100,00                  |
| ↳ Votanti (% su iscritti)  | ↳ Votanti (% su iscritti)              | ↳ Votanti (% su iscritti)  | 47 769                  | 60,90                   |
| ↳ Astenuti (% su iscritti) | ↳ Astenuti (% su iscritti)             | ↳ Astenuti (% su iscritti) | 30 667                  | 39,10                   |
|                            |                                        |                            |                         |                         |
|                            | Esito: collegio confermato a Laburista |                            |                         |                         |

### Elezioni negli anni 2010
| Partito                    | Partito                                | Candidato                  | Risultati 12 dicembre 2019 | Risultati 12 dicembre 2019 |
| Partito                    | Partito                                | Candidato                  | Voti                       | %                          |
| -------------------------- | -------------------------------------- | -------------------------- | -------------------------- | -------------------------- |
|                            | Laburista                              | Rupa Huq                   | 28 132                     | 51,33                      |
|                            | Conservatore                           | Julian Gallant             | 14 832                     | 27,06                      |
|                            | Lib Dem                                | Sonul Badiani              | 9 444                      | 17,23                      |
|                            | Verdi                                  | Kate Crossland             | 1 735                      | 3,17                       |
|                            | Brexit                                 | Samir Alsoodani            | 664                        | 1,21                       |
|                            |                                        |                            |                            |                            |
| Iscritti                   | Iscritti                               | Iscritti                   | 75 510                     | 100,00                     |
| ↳ Votanti (% su iscritti)  | ↳ Votanti (% su iscritti)              | ↳ Votanti (% su iscritti)  | 55 342                     | 73,29                      |
| ↳ Astenuti (% su iscritti) | ↳ Astenuti (% su iscritti)             | ↳ Astenuti (% su iscritti) | 20 168                     | 26,71                      |
|                            |                                        |                            |                            |                            |
|                            | Esito: collegio confermato a Laburista |                            |                            |                            |

| Partito                    | Partito                                | Candidato                  | Risultati 8 giugno 2017 | Risultati 8 giugno 2017 |
| Partito                    | Partito                                | Candidato                  | Voti                    | %                       |
| -------------------------- | -------------------------------------- | -------------------------- | ----------------------- | ----------------------- |
|                            | Laburista                              | Rupa Huq                   | 33 037                  | 59,70                   |
|                            | Conservatore                           | Joy Morrissey              | 19 230                  | 34,75                   |
|                            | Lib Dem                                | Jon Ball                   | 3 075                   | 5,56                    |
|                            |                                        |                            |                         |                         |
| Iscritti                   | Iscritti                               | Iscritti                   | 74 184                  | 100,00                  |
| ↳ Votanti (% su iscritti)  | ↳ Votanti (% su iscritti)              | ↳ Votanti (% su iscritti)  | 55 342                  | 74,60                   |
| ↳ Astenuti (% su iscritti) | ↳ Astenuti (% su iscritti)             | ↳ Astenuti (% su iscritti) | 18 842                  | 25,40                   |
|                            |                                        |                            |                         |                         |
|                            | Esito: collegio confermato a Laburista |                            |                         |                         |

| Partito                    | Partito                                           | Candidato                  | Risultati 7 maggio 2015 | Risultati 7 maggio 2015 |
| Partito                    | Partito                                           | Candidato                  | Voti                    | %                       |
| -------------------------- | ------------------------------------------------- | -------------------------- | ----------------------- | ----------------------- |
|                            | Laburista                                         | Rupa Huq                   | 22 002                  | 43,23                   |
|                            | Conservatore                                      | Angie Bray                 | 21 728                  | 42,69                   |
|                            | Lib Dem                                           | Jon Ball                   | 3 106                   | 6,10                    |
|                            | UKIP                                              | Peter Florence             | 1 926                   | 3,78                    |
|                            | Verdi                                             | Tom Sharman                | 1 841                   | 3,62                    |
|                            | Indipendente                                      | Jonathan Notley            | 125                     | 0,25                    |
|                            | Workers Revolutionary                             | Scott Dore                 | 73                      | 0,14                    |
|                            | Above and Beyond                                  | Tammy Rendle               | 54                      | 0,11                    |
|                            | Europeans Party                                   | Andrzej Rygielski          | 39                      | 0,08                    |
|                            |                                                   |                            |                         |                         |
| Iscritti                   | Iscritti                                          | Iscritti                   | 71 280                  | 100,00                  |
| ↳ Votanti (% su iscritti)  | ↳ Votanti (% su iscritti)                         | ↳ Votanti (% su iscritti)  | 50 894                  | 71,40                   |
| ↳ Astenuti (% su iscritti) | ↳ Astenuti (% su iscritti)                        | ↳ Astenuti (% su iscritti) | 20 386                  | 28,60                   |
|                            |                                                   |                            |                         |                         |
|                            | Esito: collegio passa da Conservatore a Laburista |                            |                         |                         |

| Partito                    | Partito                                              | Candidato                  | Risultati 6 maggio 2010 | Risultati 6 maggio 2010 |
| Partito                    | Partito                                              | Candidato                  | Voti                    | %                       |
| -------------------------- | ---------------------------------------------------- | -------------------------- | ----------------------- | ----------------------- |
|                            | Conservatore                                         | Angie Bray                 | 17 944                  | 38,02                   |
|                            | Laburista                                            | Bassam Mahfouz             | 14 228                  | 30,14                   |
|                            | Lib Dem                                              | Jon Ball                   | 13 041                  | 27,63                   |
|                            | UKIP                                                 | Julie Carter               | 765                     | 1,62                    |
|                            | Verdi                                                | Sarah Edwards              | 737                     | 1,56                    |
|                            | Cristiano                                            | Suzanne Fernandes          | 295                     | 0,62                    |
|                            | Independent Ealing Acton Communities Public Services | Sam Akaki                  | 190                     | 0,40                    |
|                            |                                                      |                            |                         |                         |
| Iscritti                   | Iscritti                                             | Iscritti                   | 69 905                  | 100,00                  |
| ↳ Votanti (% su iscritti)  | ↳ Votanti (% su iscritti)                            | ↳ Votanti (% su iscritti)  | 47 200                  | 67,52                   |
| ↳ Astenuti (% su iscritti) | ↳ Astenuti (% su iscritti)                           | ↳ Astenuti (% su iscritti) | 22 705                  | 32,48                   |
|                            |                                                      |                            |                         |                         |
|                            | Esito: collegio a Conservatore (nuovo collegio)      |                            |                         |                         |

## Risultati dei referendum

### Referendum sulla permanenza del Regno Unito nell'Unione europea del 2016
|             | Collegio                 | Lasciare UE % | Rimanere in UE % |
| ----------- | ------------------------ | ------------- | ---------------- |
|             | Ealing Central and Acton | 29,1%         | 70,9%            |
|             | Inghilterra              | 53,3%         | 46,7%            |
| Regno Unito | 51,9%                    | 48,1%         |                  |